# Кубок СССР по лыжным гонкам 1978
10-й Кубок СССР по лыжным гонкам проводился в Бакуриани Грузинской ССР с 30 января по 3 февраля 1978 года. Соревнования проводились по четырём дисциплинам — гонки на 15 и 30 км (мужчины), гонки на 5 и 10 км (женщины).

### Мужчины
|                                          | Золото                                           | Серебро                                            | Бронза                                             |
| ---------------------------------------- | ------------------------------------------------ | -------------------------------------------------- | -------------------------------------------------- |
| Гонка на 15 км (31 января). 52 участника | Бажуков Николай 41.21 Вооружённые Силы Коми АССР | Рочев Василий +0.20 «Динамо» Коми АССР             | Зимятов Николай +0.38 «Спартак» Московская область |
| Гонка на 30 км (3 февраля). 43 участника | Беляев Евгений 1:26.58 «Труд» Ленинград          | Зимятов Николай +0.41 «Спартак» Московская область | Иванов Анатолий +1.48 «Труд» Куйбышевская область  |

### Женщины
|                                         | Золото                                       | Серебро                                      | Бронза                                       |
| --------------------------------------- | -------------------------------------------- | -------------------------------------------- | -------------------------------------------- |
| Гонка на 5 км (2 февраля). 44 участницы | Кулакова Галина 16.43 «Труд» Удмуртская АССР | Сметанина Раиса +0.18 Сельские ДСО Коми АССР | Хворова Раиса +0.38 «Динамо» Ленинград       |
| Гонка на 10 км (30 января). 40 участниц | Кулакова Галина 31.29 «Труд» Удмуртская АССР | Рочева Нина +0.29 «Динамо» Коми АССР         | Сметанина Раиса +0.50 Сельские ДСО Коми АССР |

## Командные результаты спортивных обществ
| Место | Спортивное общество | Сумма очков |
| ----- | ------------------- | ----------- |
| 1.    | «Труд»              | 558         |
| 2.    | «Динамо»            | 556         |
| 3.    | Вооружённые Силы    | 385         |

## Командные результаты областей, краев, АССР. Москвы и Ленинграда
| Место | Регион             | Сумма очков |
| ----- | ------------------ | ----------- |
| 1.    | Коми АССР          | 387         |
| 2.    | Ленинград          | 283         |
| 3.    | Московская область | 256         |